# Spikweien
Businesspark Spikweien is een bedrijventerrein in Lomm in de gemeente Venlo in de Nederlandse provincie Limburg. 
Het terrein wordt begrensd door de N271 aan westzijde, de Hanikerweg ten noorden, het natuurgebied Ravenvennen ten oosten en het bosgebied van de Schandelose Heide ten zuiden.